# Wolfgang Ortmanns
Wolfgang Ortmanns (* 7. Mai 1958) ist ein deutscher Wirtschaftswissenschaftler.

## Leben
Wolfgang Ortmanns studierte von 1982 bis 1986 an der FH Aachen Wirtschaftswissenschaften. Nach Abschluss seines Studiums war Ortmanns zwischen 1986 und 1995 in verschiedenen Management-Funktionen für die Citibank Privatkunden AG tätig.
Seinen Doktorgrad erwarb er 1994 an der Wirtschaftsuniversität im polnischen Krakau bei Janusz Teczke mit einer Arbeit über Marktorientierte Bankunternehmensführung im Privatkundengeschäft.
1995 übernahm er eine Professur an der Hochschule für Technik und Wirtschaft Dresden. Ortmanns wirkt dort seither in den Gebieten Volkswirtschaftslehre, Bankwesen, Entscheidungs- und Spieltheorie sowie Internationale Finanzmärkte.
Er übernahm auch Funktionen in der akademischen Selbstverwaltung der Hochschule. Neben Ämtern als Studiendekan für Betriebswirtschaft und Prodekan, war er auch für eine vollständige Legislatur Dekan der Fakultät Wirtschaftswissenschaften. Seit 2012 ist er erneut Prodekan.
Im Jahr 2008 veröffentlichte Ortmanns ein Buch zur Entscheidungs- und Spieltheorie.

## Schriften
- Entscheidungs- und Spieltheorie: eine anwendungsbezogene Einführung. Verlag Wissenschaft & Praxis, Sternenfels 2008, ISBN 978-3-89673-489-1.
- Entwicklung der Ethik. In: Gestring et al. – Ethik im Mittelstand: Grundlagen und Instrumente zur praktischen Umsetzung. Springer Gabler, 2016, ISBN 978-3-658-09551-2.
- Wirtschaftsethik – Ethik in der Marktwirtschaft. In: Gestring et al. – Ethik im Mittelstand: Grundlagen und Instrumente zur praktischen Umsetzung. Springer Gabler, 2016, ISBN 978-3-658-09551-2.